# Hroðr
Prema nordijskoj mitologiji, Hroðr („slavna”) je ženski jötunn (div-žena). Za razliku od mnogih drugih jötunna, Hroðr je opisana kao prijateljica bogova.
Hroðrin suprug je jötunn Hymir, koji je s bogom Thorom išao pecati. Hroðr je majka boga Tyra, sa svojim mužem ili s vrhovnim bogom Odinom te je moguće da je Hymiru rodila nekoliko kćeri, za koje je Loki rekao da su zlostavljale boga mora Njorda.